# Campeonato Mundial de Atletismo Sub-20 de 2021 - 3000 m com obstáculos feminino
A prova dos 3000 metros com obstáculos feminino do Campeonato Mundial de Atletismo Sub-20 de 2021 ocorreu no dia 20 de agosto de 2021 no Centro Esportivo Internacional Moi, em Nairóbi, no Quênia. 

## Recordes
Antes desta competição, os recordes mundiais e do campeonato nesta prova eram os seguintes:
|       | Nome                        | Nacionalidade | Tempo   | Local   | Data                |
| ----- | --------------------------- | ------------- | ------- | ------- | ------------------- |
| WU20R | Celliphine Chepteek Chespol | Quênia        | 8:58.78 | Eugene  | 26 de maio de 2017  |
| CR    | Celliphine Chepteek Chespol | Quênia        | 9:12.78 | Tampere | 13 de julho de 2018 |
| WU20L | Zerfe Wondemagegn           | Etiópia       | 9:16.41 | Tóquio  | 4 de agosto de 2021 |

## Medalhistas
| Ouro                     | Prata                   | Bronze                |
| Jackline Chepkoech (KEN) | Zerfe Wondemagegn (ETH) | Faith Cherotich (KEN) |

## Cronograma
Todos os horários são locais (UTC+3).  
| Data         | Hora  | Evento |
| ------------ | ----- | ------ |
| 20 de agosto | 18:05 | Final  |

## Resultado final
A prova final foi realizada no dia 20 de agosto às 18:05. 
| Posição           | Atleta             | Nacionalidade               | Tempo    | Notas           |
| ----------------- | ------------------ | --------------------------- | -------- | --------------- |
| Medalha de ouro   | Jackline Chepkoech | Quênia                      | 9:27.40  | Recorde pessoal |
| Medalha de prata  | Zerfe Wondemagegn  | Etiópia                     | 9:35.22  |                 |
| Medalha de bronze | Faith Cherotich    | Quênia                      | 9:44.76  |                 |
| 4                 | Emebet Kebede      | Etiópia                     | 10:17.52 |                 |
| 5                 | Gréta Varga        | Hungria                     | 10:48.34 |                 |
| 6                 | Marta Serrano      | Espanha                     | 10:49.14 |                 |
| 7                 | Şevval Özdoğan     | Turquia                     | 10:49.79 |                 |
| 8                 | Khadija Ennasri    | Marrocos                    | 10:50.66 |                 |
| 9                 | Rihab Dhahri       | Tunísia                     | 10:52.12 |                 |
| 10                | Soukaina Elhaji    | Marrocos                    | 10:53.15 |                 |
| 11                | Ekaterina Domnina  | Atletas Neutros Autorizados | 10:55.48 |                 |
| 12                | Natalia Bielak     | Polónia                     | 10:57.21 |                 |
| 13                | Katja Pattis       | Itália                      | 11:04.09 |                 |
| 14                | Verónica Huacasi   | Peru                        | 11:04.88 |                 |
| 15                | Julia Koralewska   | Polónia                     | 11:22.23 |                 |
| 16                | Venla Saari        | Finlândia                   | 11:34.95 |                 |

Legenda
| Recorde mundial       | Recorde mundial (World record)               |                       | Recorde africano                      | Recorde africano (African) |                                           | Q | Classificado por posição (Qualified) |
| Recorde do campeonato | Recorde do campeonato (Championship record)  | Recorde da América    | Recorde da América (Americas)         | q                          | Classificado por melhor tempo (Qualified) |   |                                      |
| Melhor marca do ano   | Melhor marca do ano (World leading)          | Recorde asiático      | Recorde asiático (Asian)              | DNS                        | Não largou (Did not start)                |   |                                      |
| Recorde nacional      | Recorde nacional (National record)           | Recorde europeu       | Recorde europeu (European)            | DNF                        | Não terminou (Did not finish)             |   |                                      |
| Recorde pessoal       | Recorde pessoal do atleta (Personal best)    | Recorde da Oceania    | Recorde da Oceania (Oceania)          | DSQ / DQ                   | Desclassificado (Disqualified)            |   |                                      |
| Recorde da temporada  | Recorde da temporada do atleta (Season best) | Recorde sul-americano | Recorde sul-americano (South America) | NM                         | Sem marca (No mark)                       |   |                                      |